# Shelby County (Illinois)
Das Shelby County ist ein County im US-amerikanischen Bundesstaat Illinois. Im Jahr 2010 hatte das County 22.363 Einwohner und eine Bevölkerungsdichte von 11,4 Einwohnern pro Quadratkilometer. Der Verwaltungssitz (County Seat) ist Shelbyville.

## Geografie

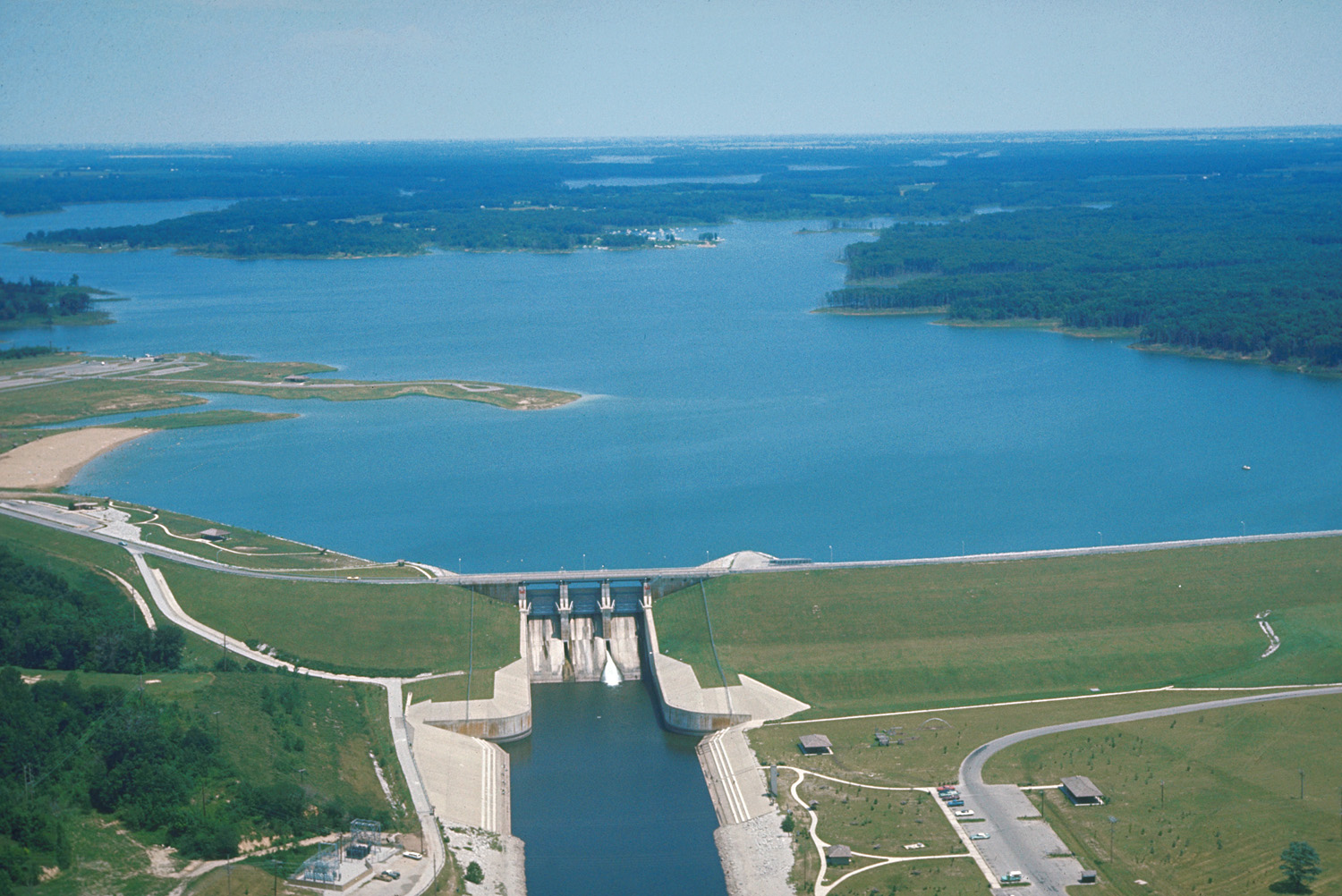
Lake Shelbyville

Das County liegt südöstlich des geografischen Zentrums von Illinois. Es hat eine Fläche von 1989 Quadratkilometern, wovon 25 Quadratkilometer Wasserfläche sind.
Das Shelby County wird vom Kaskaskia River durchflossen, der im Norden zum Lake Shelbyville aufgestaut wird.
An das Shelby County grenzen folgende Nachbarcountys:
|                                    | Macon County                    | Moultrie County                |
| Christian County Montgomery County |                                 | Coles County Cumberland County |
|                                    | Fayette County Effingham County |                                |

## Wirtschaft
Der Abbau der vorhandenen Bodenschätze und speziell der Kohleabbau bilden den größten Teil der Arbeitsplätze. Im Shelby County gibt es 110 Kohleabbaustellen, die meisten davon untertage, die 48 verschiedenen Besitzern gehören und rund 2500 Mitarbeiter beschäftigen. Die ebenfalls in der Umgebung angesiedelten Zuliefer- und Dienstleistungsbetriebe sorgen nochmals für weitere 500 Arbeitsplätze.

## Geschichte

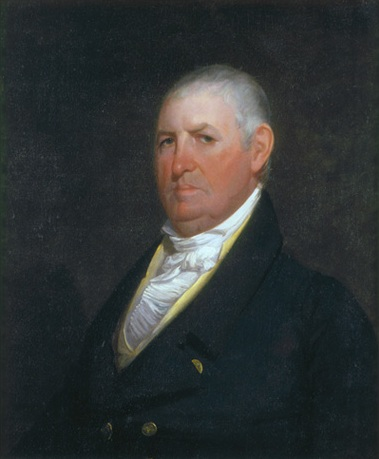
Isaac Shelby

Das Shelby County wurde am 23. Januar 1827 aus den Fayette County gebildet. Benannt wurde es nach Isaac Shelby (1750–1826), einem Offizier der Kontinentalarmee im Amerikanischen Unabhängigkeitskrieg und Gouverneur von Kentucky (1792–1796, 1812–1816).

### Territoriale Entwicklung

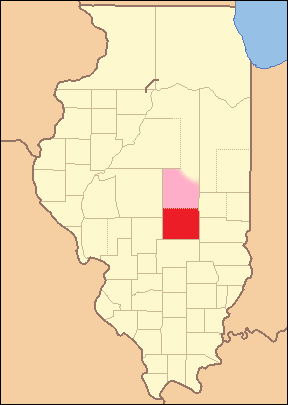
Das Shelby County von seiner Gründung im Jahr 1827 bis 1829
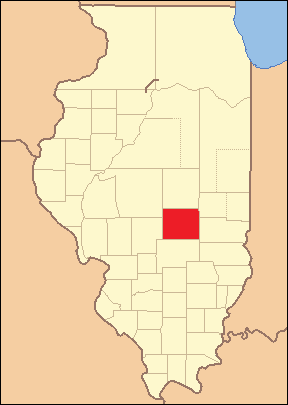
1829 bis 1839
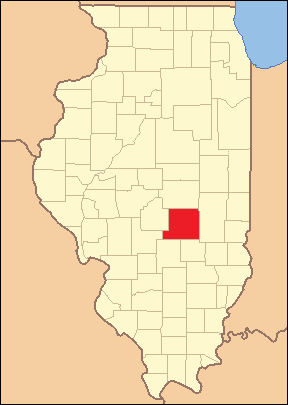
1839 bis 1843
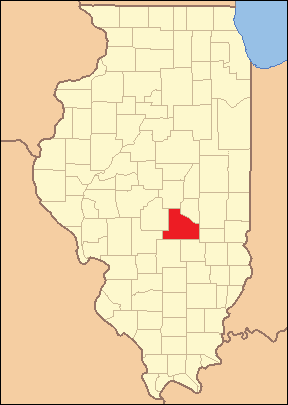
1843 bis heute

## Demografische Daten
Nach der Volkszählung im Jahr 2010 lebten im Shelby County 22.363 Menschen in 8968 Haushalten. Die Bevölkerungsdichte betrug 11,4 Einwohner pro Quadratkilometer. In den 8968 Haushalten lebten statistisch je 2,46 Personen.
Ethnisch betrachtet setzte sich die Bevölkerung zusammen aus 98,5 Prozent Weißen, 0,5 Prozent Afroamerikanern, 0,2 Prozent amerikanischen Ureinwohnern, 0,3 Prozent Asiaten sowie aus anderen ethnischen Gruppen; 0,6 Prozent stammten von zwei oder mehr Ethnien ab. Unabhängig von der ethnischen Zugehörigkeit waren 1,0 Prozent der Bevölkerung spanischer oder lateinamerikanischer Abstammung.
22,1 Prozent der Bevölkerung waren unter 18 Jahre alt, 58,9 Prozent waren zwischen 18 und 64 und 19,0 Prozent waren 65 Jahre oder älter. 50,3 Prozent der Bevölkerung war weiblich.

Das jährliche Durchschnittseinkommen eines Haushalts lag bei 44.689 USD. Das Pro-Kopf-Einkommen betrug 22.522 USD. 10,5 Prozent der Einwohner lebten unterhalb der Armutsgrenze.

## Ortschaften im Shelby County
| Citys - Pana1 - Shelbyville - Windsor | Town - Sigel |

Villages
| - Cowden - Findlay - Herrick - Moweaqua1 | - Oconee - Stewardson - Strasburg - Tower Hill |

Census-designated place (CDP)
- Westervelt

Andere Unincorporated Communities
| - Clarksburg - Dollville - Duvall - Fancher | - Henton - Herborn - Hinton - Kingman | - Lakewood - Middlesworth - Mode - Yantisville |

1 – teilweise im Christian County

## Gliederung
Das Shelby County ist in 24 Townships eingeteilt:
| Township             | Einwohner (2010) | FIPS     |
| -------------------- | ---------------- | -------- |
| Ash Grove Township   | 479              | 17-02466 |
| Big Spring Township  | 698              | 17-06002 |
| Clarksburg Township  | 401              | 17-14637 |
| Cold Spring Township | 442              | 17-15417 |
| Dry Point Township   | 1093             | 17-20851 |
| Flat Branch Township | 443              | 17-26337 |
| Herrick Township     | 626              | 17-34345 |
| Holland Township     | 420              | 17-35567 |
| Lakewood Township    | 439              | 17-41690 |
| Moweaqua Township    | 2003             | 17-51245 |
| Oconee Township      | 776              | 17-55145 |
| Okaw Township        | 927              | 17-55457 |

| Township             | Einwohner (2010) | FIPS     |
| -------------------- | ---------------- | -------- |
| Penn Township        | 107              | 17-58590 |
| Pickaway Township    | 179              | 17-59663 |
| Prairie Township     | 1247             | 17-61522 |
| Richland Township    | 762              | 17-63615 |
| Ridge Township       | 427              | 17-63836 |
| Rose Township        | 1848             | 17-65637 |
| Rural Township       | 339              | 17-66313 |
| Shelbyville Township | 4739             | 17-69199 |
| Sigel Township       | 826              | 17-69927 |
| Todds Point Township | 441              | 17-75588 |
| Tower Hill Township  | 1227             | 17-75861 |
| Windsor Township     | 1474             | 17-82335 |